# Hydrologie des Seychelles
L'hydrologie des Seychelles est sous la juridiction d'un organisme public, à savoir PUC (Public Utilities Corporation); d'autres institutions interviennent dans une moindre mesure dans la gestion de l'eau, tels que les services de la météorologie nationale.
La collecte des données des précipitations aux Seychelles a débuté en 1888, à l’intérieur du Jardin botanique de Victoria (PUC, 1984). Les mesures des débits de rivières, ont quant à elles commencé beaucoup plus tard, soit en 1960 avec l'installation de simples déversoirs sur les plus grands bassins versants de l’île principale de Mahé. À partir de 1976, des appareils enregistreurs viennent compléter les dispositifs en place (PUC, 1984).
Les cours d’eau les plus petits sont contrôlés épisodiquement par des jaugeages au moulinet sans pour autant mesurer les hauteurs d’eau qui permettent d’évaluer les apports en eau à l’échelle annuelle. Cette procédure s’est étendue aux îles de Praslin et de La Digue (PUC, 1984).
Sur l’ensemble des îles Seychelles, il a été recensé 107 sites de mesures pluviométriques, 81 sites pour les débits des cours d’eau, 76 forages pour les eaux souterraines. Cet inventaire inclut les postes arrêtés. L’évaporation est quant à elle observée sur des bacs Classe "A": trois sont situés sur Mahé, deux à Praslin et un dernier sur La Digue (PUC, 1984, 1990). Ces observations sont ensuite publiées dans des annuaires hydrologiques.
La fluctuation du niveau de la mer suivie sur deux postes situés l’un à l’aéroport de Victoria et l’autre sur l’île de Denis Iland est publiée sur un document à part.

## Annuaires hydrologiques
Le premier annuaire hydrologique des Seychelles a été publié en 1984 sur recommandation de l’Organisation météorologique mondiale (OMM). Ce document rassemble toutes les données historiques observées entre 1960 et 1984 selon trois volumes:
Volume I: Le climat ;
Volume II: Les eaux de surface ;
Volume III: Les eaux souterraines.
Une bonne partie des observations du réseau géré par les services de la météorologie nationale des Seychelles est incluse dans ces volumes. En 1990, des addenda à ces annuaires pour la période 1985-1989 sont publiés,,.
Le traitement de ces informations a permis d'évaluer des paramètres hydrologiques importants, comme les débits moyens journaliers, mensuels et annuels ainsi que les débits extrêmes (en m3/s). Ces paramètres sont également exprimés en lames écoulées (mm), débits spécifiques (l/s.km2) et volume d’eau (en m3). Ces paramètres permettent de dimensionner des ouvrages hydrauliques et de travaux publics et d’organiser la distribution des eaux.
Certaines stations des annuaires sont accompagnées de schémas de répartition mensuelle des débits. D’autres stations, intégrant les précipitations fournissent des coefficients de ruissellement. Ce dernier est en moyenne de l’ordre de 0.8 pour les Seychelles, il est élevé en dépit de l'interception des pluies par la végétation et l'évaporation. Il dépasse l’unité dans quelques cas, ce qui est anormal et amène à utiliser ces informations avec précaution.
La synthèse des précipitations fournit des valeurs dépassant les 3 500 mm/an au nord des Seychelles et tombent à moins de 1 800 mm/an dans les îles de l’extrême sud. Certaines périodes lacunaires ont été reconstituées par des méthodes de corrélations, ce qui est anormal dans des annuaires qui doivent restituer des informations brutes.
L'évaporation mesurée sur une nappe d’eau libre au niveau de l’aéroport international est de 1 949 mm en moyenne inter annuelle.

## Aménagements hydrauliques
L’infrastructure hydraulique la plus ancienne, connue aux Seychelles est la conduite de 5 pouces construite en 1889 dans le bassin de la rivière Saint-Louis pour l'approvisionnement en eau de la capitale Victoria. Il faut attendre l’année 1950 pour voir l'adduction Le Niol réalisée sur la façade Ouest de l’île de Mahé, venir alimenter le Réservoir de Saint Louis et répondre ainsi à la demande en eau grandissante de Victoria. Cette adduction sera elle-même renforcée par les eaux de la rivière voisine de Rhodas.
En 1959, la société Howard Humphreys étudie un nouveau système d'alimentation en eau se proposant de fournir toute l'île de Mahé. Ce système composé d’un barrage sur la rivière Rochon et d’une adduction qui transfère l’eau brute jusqu’à la station de traitement de l’Hermitage à l’entrée de la ville de Victoria sera achevé en 1969.
L'augmentation rapide du secteur touristique, après la construction de l'aéroport international de Victoria en 1970, relance la recherche de nouvelles ressources en eau. Un barrage sur la rivière Cascade avec une deuxième station de traitement seront réalisés en 1975 pour produire un débit supplémentaire de 7000 m3/j. Les deux stations seront connectées entre elles pour une meilleure régulation de l’eau potable et la prise en charge de la zone touristique au nord-ouest de Mahé.
En 1979, un troisième barrage nommé la Gogue d’une capacité 850 000 m3 est réalisé sur la rivière Anse Etoile et vient compléter le schéma hydraulique existant. Le débit pour l’AEP est ainsi doublé.
Dans les années 90, l'idée de surélever la digue de La Gogue de 5 à 6 m germe dans le cadre d’un plan de développement de l'eau des Seychelles pour aller augmenter la capacité de stockage jusqu’à 970 000 m3  (Alemseged E., 2011).
La performance hydraulique va continuer à se développer avec la réalisation des transferts en eau à partir des rivières de Salazie et de Mont Simpson vers la station de traitement existante de l’Hermitage.
Aujourd'hui, PUC publie périodiquement la synthèse des données climatologiques observées, traite la disponibilité et la consommation des eaux. Le rapport de Novembre 2014 conclut par exemple sur des pertes physiques et de redevances (NRW) à hauteur de 44 %, indiquant une performance moyenne, par rapport aux taux, en vigueur dans d'autres villes : Paris perd 30 % de son eau d'alimentation et le Caire 60 % (Marin Ph., 2009).
| Consommation en eau des trois îles principales (novembre, 2014) |              |                        |                        |                                         |
| N°                                                              | Nom de l'île | Quantité produite (m3) | Quantité facturée (m3) | Pertes en eau et en redevance (NRW) (%) |
| 1                                                               | Mahe         | 1 102 460              | 612 596                | 44                                      |
| 2                                                               | Praslin      | 107 460                | 62 041                 | 42                                      |
| 3                                                               | La Digue     | 41 413                 | 27 314                 | 34                                      |
| 4                                                               | Total        | 1 251 333              | 701 951                | 44                                      |

A l'échelle annuelle, les Seychelles prélèvent 12,3 millions de m3 d'eau pour les besoins domestiques et industriels. La consommation agricole non incluse dans ces chiffres est estimée à environ 0,8 million de m3.